# Пиккет, Редж
Реджина́льд Арту́р Пикке́т (англ. Reginald Arthur Pickett; 6 января 1927, Барели, Британская Индия — 4 ноября 2012, Роулендс-Касл, Юго-Восточная Англия) — английский футболист, играл на позиции полузащитника.

## Биография

### Игровая карьера
В январе 1949 года Пиккет подписал контракт с «Портсмутом», но в том сезоне не играл. Дебютировал за «помпи» в октябре 1949 года в матче Первого дивизиона против «Дерби Каунти» — «Портсмут» выиграл матч со счётом 3:1. В том сезоне он постепенно стал основным игроком, часто появляясь в стартовом составе и «Портсмут» во второй раз подряд выиграл чемпионский титул. Пиккет проигрывал конкуренцию Джимми Дикинсону и Джимии Скулару. После ухода Скулара в «Ньюкасл» в 1953 году Пиккет закрепился в основном составе, став одним из ключевых игроков.
Летом 1957 года перешёл в «Ипсвич Таун», который в то время возглавлял Альф Рамсей. Рамсей вскоре назначил его капитаном и Пиккет играл за эту команду в течение шести сезонов. В 1962 году «трактористы» выиграли чемпионский титул, но из-за полученной по ходу сезона травмы Пиккет сыграл мало матчей. В 1963 году перешёл в «Стивенидж Таун», в котором завершил карьеру.

### Смерть
Скончался 4 ноября 2012 года в возрасте 85 лет.